# Ośmiłowicze
Ośmihowicze (ukr. Осмиловичі, Osmyłowyczi) – wieś na Ukrainie, w obwodzie wołyńskim, w rejonie włodzimierskim.

## Historia
Pod koniec XIX wieku wieś należała do gminy Grzybowica w powiecie włodzimierskim, w guberni wołyńskiej.
Do 2020 w rejonie iwanickim.